# 陸通
陸 通（りく とう、生年不詳 - 572年）は、北魏から北周にかけての軍人・政治家。字は仲明。本貫は呉郡呉県。弟は陸逞。

## 経歴
陸政の子として生まれた。幼いころ父に従って河西にいたが、兵難に遭遇して父と離ればなれになった。陸通は自力で東方に脱出し、爾朱栄に従った。爾朱栄が殺害されると、爾朱兆に従った。爾朱氏が滅ぼされると、関中に入った。ときに宇文泰が夏州におり、その下に召されて帳内督となった。
534年、賀抜岳が侯莫陳悦に殺害されると、賀抜岳の軍府から逃げ去った者がいると伝えられて、宇文泰はこのことを心配したが、陸通はそうではないと述べた。数日後、詳しい情報が入ると、はたして陸通の述べたとおりであった。このためますます陸通は礼遇されるようになり、昼も夜も宇文泰に近侍するようになった。宇文泰の機密に参与したが、ますます態度を慎んだので、宇文泰は陸通のことを重んじるようになった。後に陸通は孝武帝を関中に迎えた功績により、都昌県伯に封ぜられた。535年、西魏が建国されると、爵位を侯に進めた。537年、宇文泰の下で竇泰を討ち、弘農を奪回し、沙苑の戦いに参加して、奮戦して功績を挙げた。
趙青雀が長安で叛くと、宇文泰はこれを討とうとしたが、西魏軍の人馬はともに疲弊していたため、即座に進軍することができなかった。そこで宇文泰は「わたしが軽騎で先行して乱に対処すれば、必ず捕らえることができよう」と言った。陸通はこれに反対して「趙青雀らは西魏軍が東魏軍に敗れ、朝廷の危機であると言いふらして、叛乱を起こしました。もし軽騎でもって行けば、人々は西魏軍の敗北と東魏軍の来攻を信じて、われわれが庶民の信望を失ってしまいます。西魏軍は疲弊しているといっても、精鋭はまだ多い。あなたの威信でもって大軍を率いて叛乱軍を討てば、どうして平定できないことがありましょう」と進言した。宇文泰は陸通の進言を聞き入れて、大軍を率いて趙青雀を平定した。陸通は前後の功績により、爵位を公に進め、徐州刺史となったが、赴任しなかった。于謹とともに劉平伏を討ち、大都督の位を加えられた。宇文泰の下で玉壁を救援し、儀同三司に進んだ。
543年、東魏の高仲密が投降してくると、陸通は若干恵の下で邙山に戦い、西魏軍のほとんどが退却したが、若干恵と陸通の部隊のみが奮戦した。夜間になってひそかに撤退したが、東魏軍もあえて追撃してこなかった。陸通は驃騎大将軍・開府儀同三司・太僕卿に進んで、歩六孤氏の姓を賜り、綏徳郡公の爵位を受けた。557年、北周が建国されると、小司空となった。565年、大司寇に累進した。
陸通は長らく顕位にあったが、態度を慎んで身を守り、俸禄や賜物は親族や旧友に分け与えたので、家には財産がなかった。いつも「凡人は貧を患って貴ばず、貴を患わずして貧するなり」と言っていた。572年、大司馬に転じた。この年、死去した。

## 子女
- 歩六孤須蜜多（552年 - 572年、譙国公宇文倹の妻）

## 伝記資料
- 『周書』巻32 列伝第24
- 『北史』巻69 列伝第57
- 大周柱国譙国公夫人故歩六孤氏墓誌銘